# 邂逅の森
『邂逅の森』（かいこうのもり）は熊谷達也による長編小説。『別册文藝春秋』2002年1月号から2003年7月号まで連載されたのち、2004年1月に文藝春秋から単行本が刊行。同年、第17回山本周五郎賞、第131回直木賞をダブル受賞した。

## 概要
大正から昭和初期にかけて、秋田県阿仁町打当に生まれたマタギ・松橋富治の波乱の人生を描く。自然に対する畏敬の念をテーマとしている。

## 登場人物
- 松橋富治
- 片岡文枝
- 鈴木善次郎
- 難波小太郎
- 難波イク
- 沢田喜三郎

## 書誌情報
- 単行本(文藝春秋、2004年1月28日、ISBN 978-4-16-322570-8）
- 文庫本(文春文庫、2006年12月6日、ISBN 978-4-16-772401-6）

## 漫画
『邂逅の森 新約マタギ伝』のタイトルで、『ヤングチャンピオン』（秋田書店）にて2005年No.9から2006年No.13まで連載された。作画担当は近藤佳文。
単行本は秋田書店のヤングチャンピオンコミックスレーベルより発売。全3巻。
1. 2005年10月20日発売 ISBN 4-253-14845-X
2. 2006年3月20日発売 ISBN 4-253-14846-8
3. 2006年8月18日発売 ISBN 4-253-14847-6